# Вальс № 2 (Шостакович)
«Вальс № 2» (он же «Сочинение 99» или «Русский вальс») написан Дмитрием Шостаковичем  в 1938 году .

## История
Матвей Блантер вспоминал: «Договорились о джазовом сочинении, и Шостакович проводил меня на вокзал. Вскоре он привёз в Москву три пьесы для нашего оркестра. Мы собрались на квартире Кнушевицкого, чтобы послушать. Инструментовка звучала прекрасно, но музыка была не джазовая. Он пришел в оркестр, посидел около часа, специально послушал саксофониста, ударника. Потом принёс новую инструментовку, и все звучало изумительно». Оригинальная партитура была утрачена во время Великой Отечественной войны . Был впервые исполнен 28 ноября 1938 года.
Первую популярность произведению принесло его звучание в кинокартине Михаила Калатозова «Первый эшелон» в 1955 году.
В 1988 году «Вальс №2» прозвучал    в Лондоне в Barbican Hall. Во главе оркестра был Мстислав Ростропович. Наибольшая же известность вальса наступила после последнего фильма Стэнли Кубрика «С широко закрытыми глазами» в исполнении Нидерландского королевского оркестра под управлением Рикардо Шайи.